# Frithjof Andersen
Frithjof Andersen (Christiania, Noruega, 5 de abril de 1893-Oslo, 24 de julio de 1975) fue un deportista noruego especialista en lucha grecorromana donde llegó a ser medallista de bronce olímpico en Amberes 1920.

## Carrera deportiva
En los Juegos Olímpicos de 1920 celebrados en Amberes ganó la medalla de bronce en lucha grecorromana estilo peso ligero, siendo superado por los luchadores finlandeses Emil Väre (oro) y Taavi Tamminen (plata).